# 领袖原则

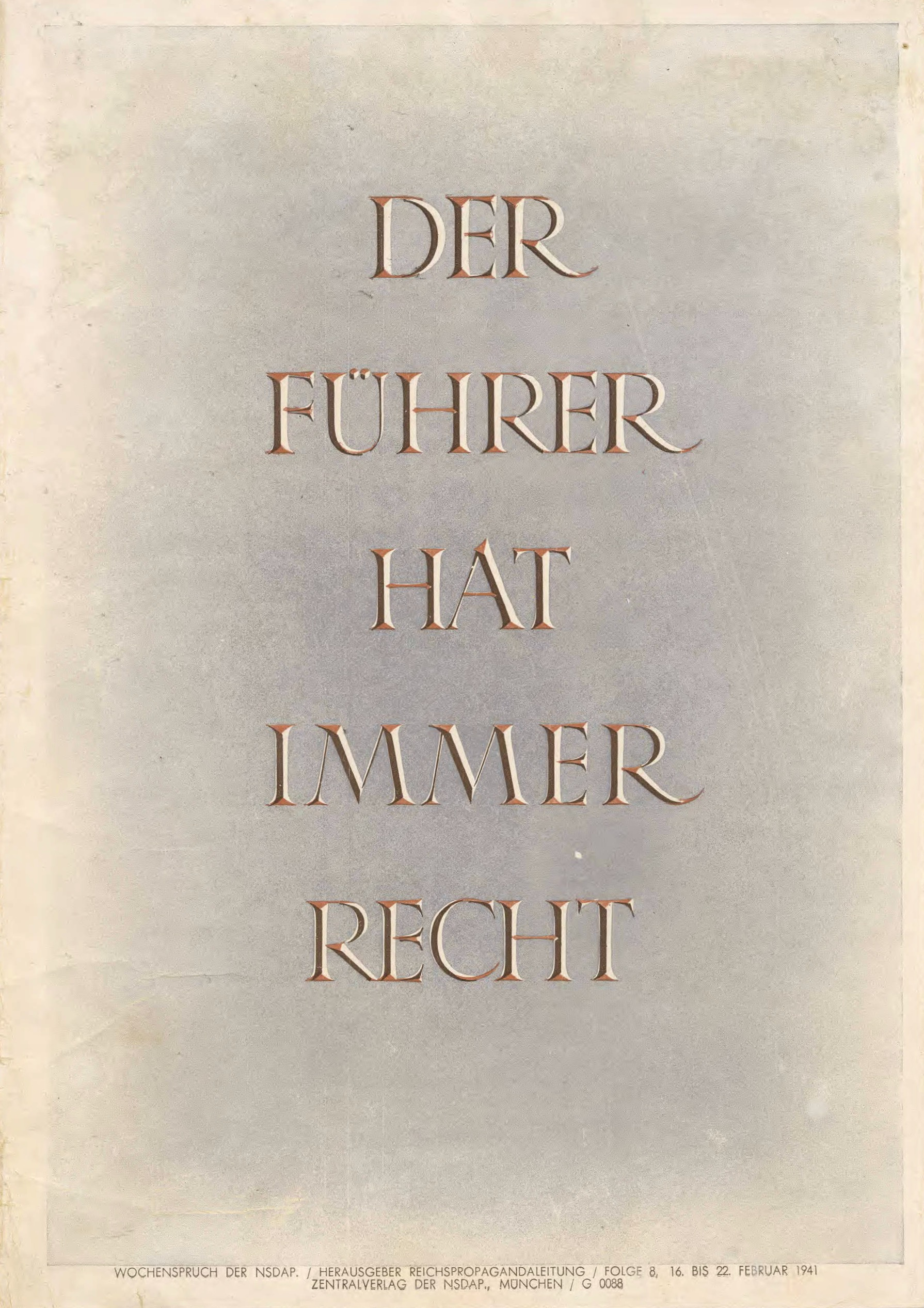
无条件地服从领袖权威的原则的海报称：“元首永远是对的"

领袖原则（德語：Führerprinzip）是一个政治概念，指对国家政治领导者的个人忠诚，领袖原则在第一次世界大战后发展到顶峰，在法西斯国家、社会主义国家和其他专制政权中存在。这一政治概念泛指政党内无条件地服从上级领袖的决策，是法西斯主义常见的概念。
在纳粹德国，这一概念为“无条件地服从领袖权威的原则”（""）。纳粹党掌权后根据这一原则，阿道夫·希特勒不仅在军事领域，在政治和法律领域也拥有最高指挥权。这句话可以理解为元首的话高于所有成文法，纳粹德国的政府决策也应符合这一原则。